# Пит Смаллс мёртв
«Пит Смаллс мёртв» (англ. Pete Smalls Is Dead) — криминальная комедия 2010 года режиссёра Александра Рокуэлла. Единственную номинацию на премию фильм получил на кинофестивале в Олденбурге — «German Independence Award — Audience Award».

## Сюжет
Кей Си Манк (Питер Динклэйдж), задолжавший большую сумму денег, вместе с приятелем (Марк Бун младший) отправляется на необычные «похороны» старого друга Пита Смаллса (Тим Рот).

## В ролях
| Актёр            | Роль                      |
| ---------------- | ------------------------- |
| Питер Динклэйдж  | Кей Си Манк               |
| Марк Бун младший | Джек Гомес                |
| Стив Бушеми      | Берни Лейк                |
| Сеймур Кассел    | Сако                      |
| Ричи Костер      | Хэл Лазар                 |
| Лина Хиди        | Шенна                     |
| Майкл Хичкок     | Слай                      |
| Кэрол Кейн       | хозяйка гостиницы         |
| Майкл Лернер     | Леонард Проваль           |
| Рози Перес       | Джулия                    |
| Эмили Риос       | Ксен                      |
| Тим Рот          | Пит Смаллс                |
| Джои Керн        | Свен (в титрах не указан) |
| Татьяна Али      | официантка с коктейлями   |

## Отзывы
Фильм получил преимущественно негативные отзывы кинокритиков.